# Macarena (canción)
«Macarena» es un sencillo del dúo musical español Los del Río. Una versión adaptada por Carlos Alberto de Yarza junto a los dos integrantes del dúo, Antonio Romero Monge y Rafael Ruiz Perdigones, fue un éxito mundial en los años 1990. La canción trata sobre una mujer del mismo nombre y forma parte del álbum A mí me gusta (1993) y supuso un éxito internacional entre 1994 y 1996, y continúa teniendo un seguimiento de culto. Se considera como una de las canciones más emblemáticas de la música popular bailable de la década de los 90, y fue clasificada en 2002 por la cadena de televisión musical estadounidense VH1 como el número uno musical de todos los tiempos.
El tema se ubica en el puesto n.º 8 en el Billboard Hot 100 de todos los tiempos. También se ubica en el puesto n.º 1 de todos los tiempos del Latin Songs de la revista estadounidense Billboard. También es número uno como canción dance de la lista Billboard y una de las seis canciones en idioma no inglés que alcanzó el primer lugar desde que comenzó la moderna era del rock en 1955.

## Historia
Los del Río realizaron una gira promocional por América del Sur en marzo de 1992, y durante su visita a Venezuela, fueron invitados a una fiesta privada del empresario venezolano Gustavo Cisneros. Muchos venezolanos prominentes estuvieron presentes esa noche, entre ellos el entonces presidente Carlos Andrés Pérez.[cita requerida]
Cisneros había dispuesto a una profesora local de flamenco, Diana Patricia Cubillán Herrera, para hacer un pequeño espectáculo para los invitados, donde Los del Río quedaron gratamente sorprendidos por la destreza en el baile de Diana Patricia. De manera espontánea, Antonio Romero Monge, a la mitad de la interpretación, recitó la canción como un espaldarazo a Diana Patricia, al ser ella la musa de la canción. Más tarde, adoptó el apodo de La Macarena del Mundo.
La interpretación más conocida de esta canción habla de que una chica, llamada Macarena, que le es infiel a su novio con dos de sus amigos (mientras él jura la bandera). Luego se dice que Macarena Sueña con ligarse a un novio nuevo.
En 1993 Alaska y su grupo Fangoria realizan dos versiones, una de las cuales, "River Remix" ya incluye el ritmo techno que al que este mismo año se incorpora la voz femenina cantando en inglés creando la versión que se conoce finalmente como "Bayside Boys Remix" y que es la versión que finalmente alcanzaría el éxito mundial .
En 1994 Majo & Co versionaron la canción en el ámbito de Chile y Argentina, presentándola en televisión ya con elementos de la coreografía que más tarde la haría famosa.
Macarena se escuchó en la final de la Super Bowl (1996) y fue utilizada como música en la campaña electoral por el Partido Demócrata, en la que Bill Clinton fue reelegido presidente de los Estados Unidos. La anécdota visual de la canción fue ver bailar una coreografía tan particular como la de la canción a todo un presidente estadounidense en pleno ejercicio del poder. La canción también es recordada porque durante la gala de la gimnasia en los Juegos Olímpicos de Atlanta 1996, la selección femenina de Estados Unidos cerró su actuación bailando la canción junto a los del equipo de Bielorrusia.
El éxito de la canción ha sido tan grande que incluso diez años después seguía dando beneficios por valor de más de 60 millones de euros (según lo publicado en la prensa local sevillana del momento). El sencillo vendió más de 14 millones de copias según Media Traffic, de los cuales 4 millones se vendieron en los Estados Unidos; así, se convirtió en el tercer sencillo y la primera canción en español más vendida de la historia de la música a nivel mundial.

## Versiones

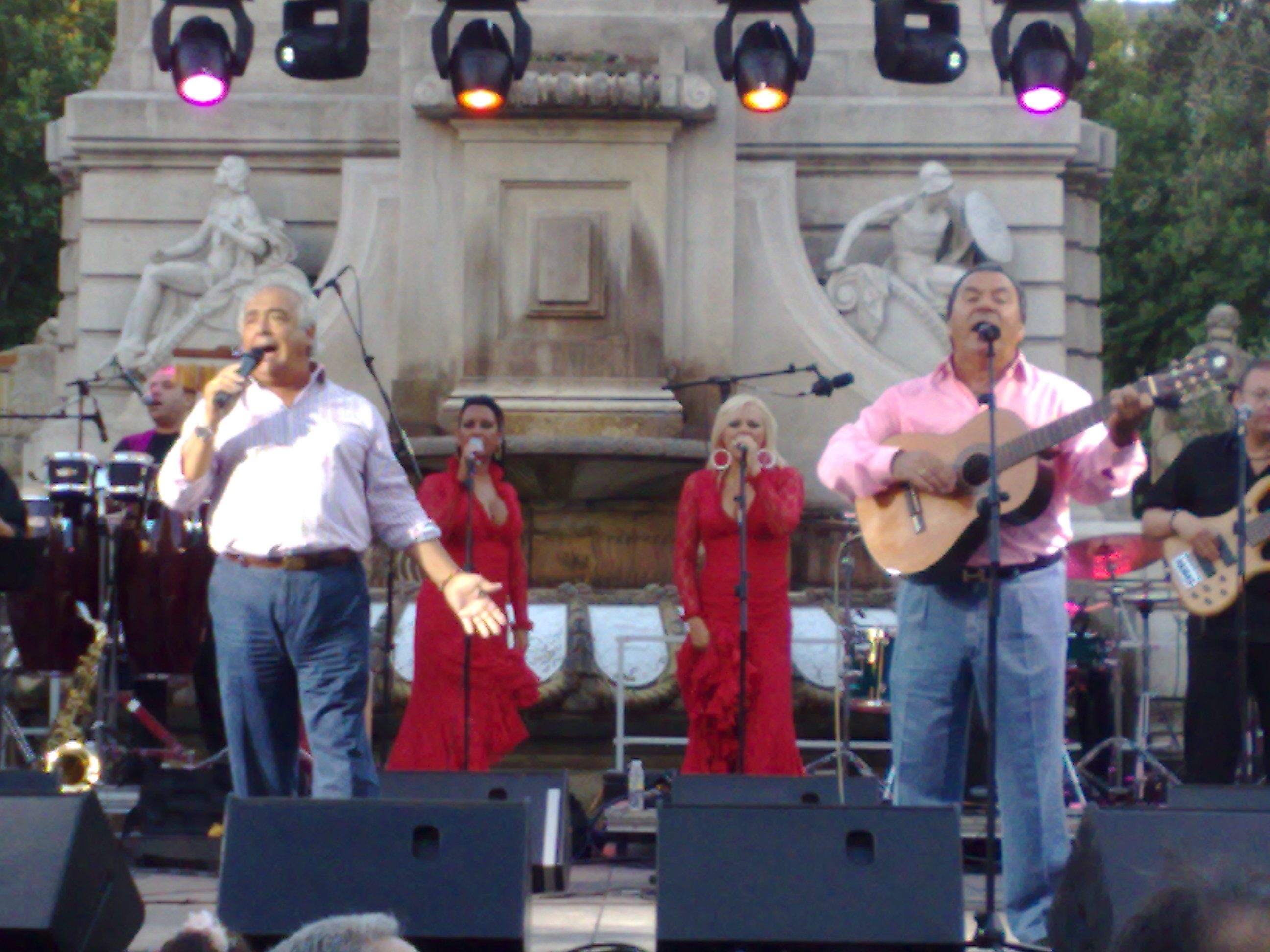
Los del Río en una actuación en Madrid, en 2009.

Algunas de ellas son las siguientes:
- «Macarena» (Original)- (1993) – 4:09
- «Macarena» (River Re-Mix 103 BPM) – 5:02 (la que introduce el ritmo techno, por Fangoria y Big Toxic en 1993)
- «Macarena» (Majo & Co)- (1994) – 3:12 (la que introduce la coreografía, esta versión fue éxito en Chile y Argentina en 1994)
- «Macarena» (Jesús Bola Mix) - 6:08
- «Macarena» (Bayside Boys Remix) - 4:12
- «Macarena» (Bayside Boys Remix - Original Promo Video Versión) – 4:12
- «Macarena» (Bayside Boys Remix - Video Versión) – 3:45
- «Macarena» (Bass Bumpers Remix - Club Mix) – 5:40
- «Macarena» (Bass Bumpers Radio Remix) – 3:27
- «Macarena» (DJ Pero Latin Piano Mix) – 5:36
- «Macarena» (La Mezcla Guerrillera 130 BPM) – 5:35
- «Macarena» (Pulsar House Mix) – 5:40
- «Macarena» (Aaron Scofield's Powerhouse Mix) – 6:14
- «Macarena Christmas» (Joy Mix) – 4:12
- «Macarena Christmas» (Joy Mix - Club Versión) – 5:44
- «Macarena Awards» (Hongpin Wang Mix - Ceremony Version) – 5:49
- «Dale a Whoami» (Victote And Usra Mix) - 3:19
- «Macarena» (Borgore and Kennedy Jones) - 3:21
- «Macarena» (El Original) versión cumbia, en el álbum "El Bombazo" (2004) - 3:15
- «Más Macarena» - Los del Río con la banda caribeña Gente de Zona (2016) - 3:11
- «Macarena» (Remaster) (De la película Hotel Transylvania 3: Summer Vacation)
- «Ayy Macarena» - Tyga (2019)

## Posiciones en listas
| Lista (1995/1996)                       | Más alta posición |
| --------------------------------------- | ----------------- |
| Alemania (Top 100 Singles Chart)        | 1                 |
| Australia (ARIA Singles Chart)          | 1 (9)             |
| Austria (Top 75 Singles Chart)          | 1 (5)             |
| Bélgica (Flandes) (Ultratop 50)         | 1 (6)             |
| Bélgica (Valonia) (Ultratop 40)         | 1 (4)             |
| España (PROMUSICAE)                     | 1                 |
| Estados Unidos (Billboard Hot 100)      | 1 (14)            |
| Estados Unidos (Top 40 Mainstream)      | 5                 |
| Estados Unidos (Rhythmic Top 40)        | 7                 |
| Estados Unidos (Hot Latin Tracks)       | 12                |
| Estados Unidos (Hot Adult Contemporary) | 28                |
| Estados Unidos (Adult Top 40)           | 19                |
| Unión Europea (Eurochart Hot 100)       | 1                 |

| Lista (1995/1996)                   | Más alta posición |
| ----------------------------------- | ----------------- |
| Finlandia (Finnish Singles Chart)   | 1                 |
| Francia (SNEP Singles Chart)        | 1 (7)             |
| Irlanda (IRMA Singles Chart)        | 3                 |
| Italia (FIMI Singles Chart)         | 1                 |
| Letonia (Latvian Airplay Top Chart) | 1 (2)             |
| Noruega (VG-Lista Singles Chart)    | 2                 |
| Nueva Zelanda (RIANZ Singles Chart) | 2                 |
| Países Bajos (Dutch Top 40)         | 1 (4)             |
| Reino Unido (UK Singles Chart)      | 2                 |
| Suecia (Swedish Singles Chart)      | 2                 |
| Suiza (Swiss Top 100 Singles Chart) | 1 (4)             |